# Wales (Yorkshire du Sud)
Pour les articles homonymes, voir Wales.
Wales est un village et une paroisse civile du Yorkshire du Sud, en Angleterre.